# Hypselothyrea brevipennis
Hypselothyrea brevipennis är en tvåvingeart som beskrevs av Meijere 1906. Hypselothyrea brevipennis ingår i släktet Hypselothyrea och familjen daggflugor. Inga underarter finns listade i Catalogue of Life.